# Democrazia Cristiana
Democrazia Cristiana (DC, d.i. Christendemocraten) was een belangrijke politieke partij in Italië gedurende 50 jaar. De DC werd in 1943 opgericht door Alcide De Gasperi, een bibliothecaris van de Vaticaanse Bibliotheek en een lid van het anti-fascistisch verzet. Algemeen wordt de DC als opvolger beschouwd van de Partito Popolare, de in 1926 door Mussolini verboden christendemocratische partij van pater Luigi Sturzo.

## Evolutie
Vanaf haar oprichting was de partij samen met de sociaaldemocraten, socialisten, liberalen, communisten en andere partijen lid van het Nationaal Bevrijdings Comité (CNL). Na de val van Benito Mussolini en de Italiaanse capitulatie in 1943 werden er diverse christendemocraten in de daaropvolgende nationale oorlogskabinetten opgenomen. Op 10 december 1945 werd de leider van de DC, De Gasperi, minister-president van een coalitieregering waar ook de communistische partij deel van uitmaakte. In 1946 werd Italië een republiek en de macht van premier De Gasperi nam hierdoor alleen maar toe. In mei 1947 verbrak De Gasperi onder druk van de Amerikanen en de Rooms-Katholieke Kerk de samenwerking met de communisten en in 1948 won de DC de verkiezingen.  
Sedertdien werkte de DC vooral samen met de kleinere conservatieve partijen, de liberalen en soms met de neo-fascistische Italiaanse Sociale Beweging (MSI) en de republikeinse partij. 
In de jaren zestig schoof de partij verder op naar rechts. Dit lokte protesten uit bij voornamelijk de sterke linkervleugel van de partij. Deze vleugel wilde een samenwerking met de sociaaldemocraten, de linkse socialisten en communisten.
In de late jaren zestig kreeg de linkervleugel van Amintore Fanfani het voor het zeggen. Fanfani stuurde aan op een "opening naar links" en maakte de DC tot acceptabele coalitiepartner voor de linkse socialisten en de sterke Communistische Partij van Italië (CPI).
In de jaren zeventig werden veel voorname DC-leiders het slachtoffer van terrorisme, zoals Aldo Moro in 1978. 
In de jaren tachtig en begin jaren negentig werd de partij geplaagd door talloze corruptieschandalen, zoals de P2-affaire en de affaire rond de minister van Volksgezondheid Carlo Donat-Cattin. In 1994 werd de partij opgeheven. Daarvoor in de plaats kwamen de centrumrechtse Christendemocratisch Centrum, Christendemocratische Partij, en de centrumlinkse Partito Popolare Italiano.

## Ideologie
De DC is vooral beïnvloed door de sociaal-katholieke leer van de Rooms-Katholieke Kerk, de democratische beginselen en de encyclieken van Paus Leo XIII en Paus Pius XI.
In de jaren 60 ontstond er een sterke linkse stroming onder leiding van Dossetti, Giorgio La Pira en Lazzati, die als orgaan het blad Cronache Sociali uitgaven. Zij waren voorstander van centrumlinkse coalities.

## Enkele politici
- Giulio Andreotti
- Salvatore Barberi
- Fortunato Calcagno
- Ippolito Luigi De Cristofaro
- Alcide De Gasperi
- Carlo Donat-Cattin
- Amintore Fanfani
- Luigi Foti
- Giorgio La Pira
- Dino Limoni
- Siro Lombardini
- Aldo Moro
- Gioacchino Scaduto
- Antonio Segni
- Don Luigi Sturzo
- Enzo Zotti
- Giovanni Leone
- Antonio Gava